# Отиштино
Отиштино (мкд. Отиштино) је насеље у Северној Македонији, у средишњем државе. Отиштино припада општини Чашка.

## Географија
Отиштино је смештено у средишњем делу Северне Македоније. Од најближег већег града, Велеса, насеље је удаљено 14 km југозападно.
Насеље Отиштино се налази у историјској области Грохот. Насеље је смештено у долини реке Тополке. Западно од насеља издиже се планина Јакупица. Надморска висина насеља је приближно 270 метара.
Месна клима је измењена континентална са значајним утицајем Егејског мора (жарка лета).

## Становништво
Отиштино је према последњем попису из 2002. године имало 59 становника.
Према истом попису претежно становништво у насељу су Бошњаци (90%), су остало Албанци.
Већинска вероисповест је ислам.